# 人生观讨论
人生观讨论，也被称为潘晓讨论，是1980年代初期中国青年关于人生观的讨论。

## 背景
1976年文化大革命结束。

## 经过
《中国青年》1980年第5期发表了潘晓（是黄晓菊和潘祎的合称，信也是编辑把二人的信合成的）的信《人生的路呵，怎么越走越窄……》，说：“人都是自私的”、“都是主观为自己，客观为别人”。由此《中国青年》开展了“人生的意义究竟是什么？”的群众笔谈讨论。讨论也在其他报刊相继展开。在七个多月的讨论中，仅《中国青年》杂志编辑部就收到6万多件信稿，在5至12期的八期杂志中编发了100余人的100多份稿件。《中国青年》1981年第6期发表了编辑部文章《献给人生意义的思考者》，总结这次讨论。讨论的主要中心问题有：“自私是人的本性吗？”、“利己与利他”、“公私关系”等。

## 评论
- 《人民日报》评论员文章《人生观的讨论值得重视》：“确有一些青年在人生的道路上彷徨。在这些青年看来，十年动乱，理想破灭，祖国的前途，共产主义的远大目标，都是虚无缥缈的。”“怎样看待这些青年的迷惘呢？完全是他们不求上进，自甘沉沦吗？不是。”“有少数青年怀疑这次讨论是否‘引蛇出洞’，有朝一日，要来个‘一网打尽’。这种顾虑是不必要的。”“可以相信，只要我们大家共同努力，青年一代一定会在革命人生观指导下茁壮成长。”
- 张静如等主编《中国青年运动词典》：“这场规模巨大的人生观讨论促进了广大青年的思想解放。”[2]
- 陈登才、董京泉主编《中国共产党思想政治工作史》：“讨论中反映出十年动乱在青年一代思想深处留下的伤痕，和党的工作重心转移这一历史转折关头人们思想上的困惑和彷徨。”[3]

## 扩展阅读
- 《中国青年报》思想理论部选编，人生的意义 前进的路标——《中国青年报》人生观讨论文选，成都：四川人民出版社，1981。